# جون هوفمان (صانع أفلام)
جون هوفمان (بالإنجليزية: John Hoffman)‏ هو صانع أفلام أمريكي، ولد في 29 أغسطس 1904، وتوفي في 6 يناير 1980.

## وصلات خارجية
- جون هوفمان على موقع IMDb (الإنجليزية)
- جون هوفمان على موقع قاعدة بيانات الفيلم (الإنجليزية)